# Biomphalaria camerunensis
Biomphalaria camerunensis е вид коремоного от семейство Planorbidae. Видът не е застрашен от изчезване.

## Разпространение
Разпространен е в Бенин, Гана, Демократична република Конго, Камерун, Нигерия, Того и Централноафриканска република.